# 파울 레너

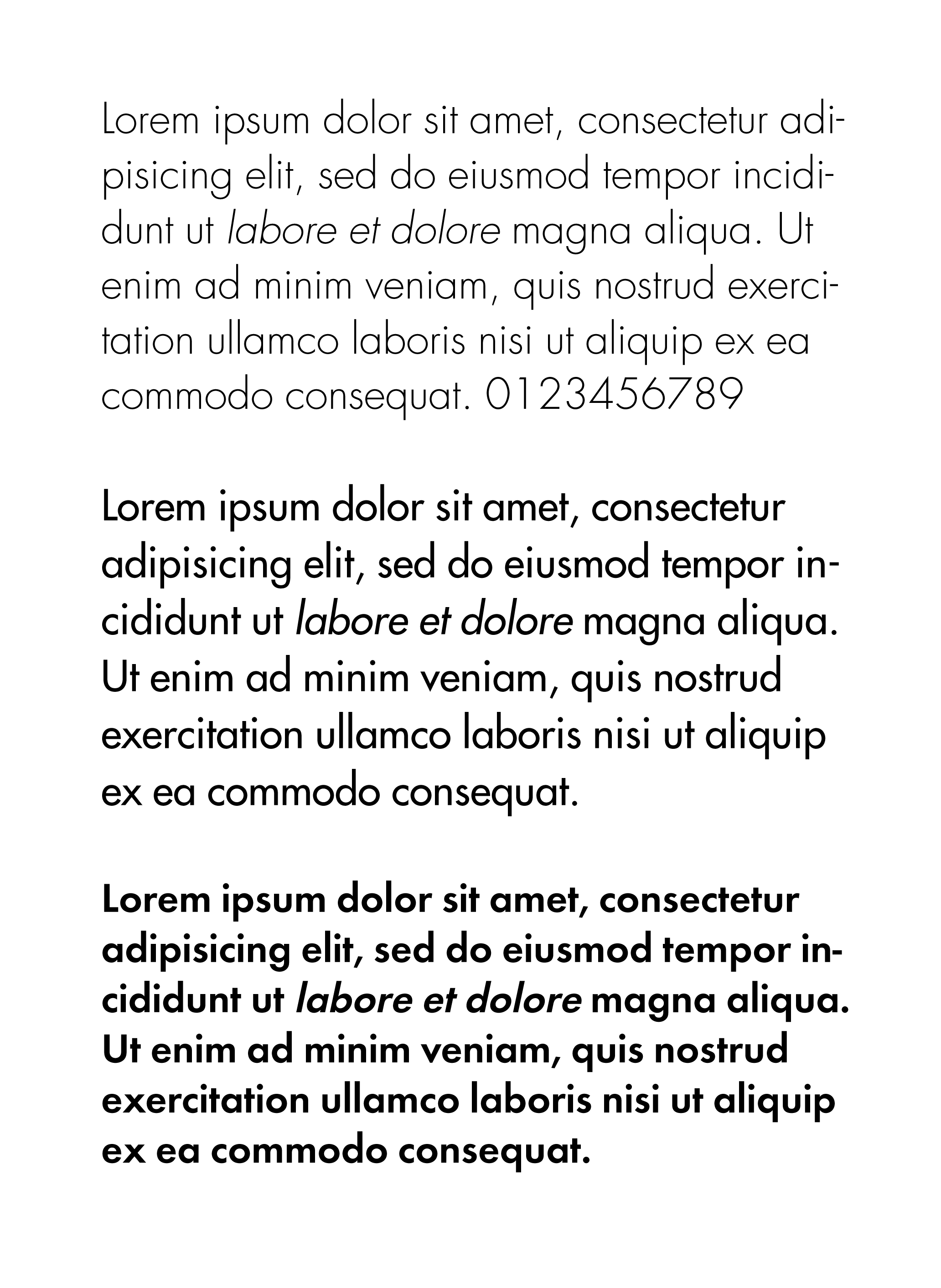
파울 레너의 대표작인 푸투라체. 위에서 아래로 라이트, 레귤러, 볼드.

파울 프리드리히 아우구스트 레너(독일어: Paul Friedrich August Renner, 1878년 8월 9일~1956년 4월 25일)는 독일의 글꼴 디자이너이다. 1927년 푸투라 서체를 디자인하였으며, 20세기에 가장 성공한 폰트이자 가장 많이 쓰이게 된 폰트로 거듭나게 되었다. 독일 베르니거로드에서 태어나 회딩겐에서 죽었다.
파울 레너는 독실한 개신교 신자였으며 19세기 김나지움에서 공부하였다. 또 독일 특유의 통솔력, 의무감, 책임감 등의 거센 감각을 불러일으켰다. 레너는 추상적인 예술과 재즈, 영화, 무용 등의 근대문화는 싫어하였다. 하지만 모더니즘의 기능주의 사조는 반대로 높이 평가했다. 이 때문에 레너는 전통 (19세기)와 현대 (20세기)를 잇는 가교 역할을 하였다고 보는 시각도 있다. 실제로 그는 고딕과 로만 서체를 융합하고자 시도하였다.
레너는 독일공작연맹 (Deutscher Werkbund)의 주요 회원이었으며 <예술로서 타이포그래피> (Typografie als Kunst)와 <타이포그래피 예술> (Die Kunst der Typographie)을 펴냈다. 또 훌륭한 북디자인에 관한 가이드라인을 새로 정립하고 푸투라체를 개발하였다. 푸투라체는 지오메트릭 산세리프 폰트로서 20세기와 오늘날에 이르기까지 수많은 타이포그래퍼들이 사용하고 있다. 한편 아키타입 레너 체는 레너가 푸투라체를 만드는 탐색 과정에서 나왔다가 나중에 최종본을 완성할 때에는 문자열에서 거의 다 빠졌던 기하학적 형태를 고루 담아 제작된 것이다. 그리고 레너가 1953년에 발표했던 스타일레 푸투라 (Steile Futura)를 재구성한 타세 체가 1994년에 발표되기도 하였다.
레너는 독일의 또다른 유명 타이포그래퍼인 얀 치홀트와 친구 사이였으며, 당대 활발했던 이데올로기와 미학 논쟁에서 깊숙히 참여하는 인물이기도 하였다.